# Emrah Savaş
Emrah Savaş (* 1. April 1997) ist ein türkischer Eishockeyspieler, der seit 2023 beim Istanbul Büyükşehir SK in der Superliga unter Vertrag steht.

## Karriere
Emrah Savaş begann seine Karriere als Eishockeyspieler beim Erzurum Büyükşehir Belediyesi SK, für den er 2012 sein Debüt in der zweiten türkischen Liga gab. 2013 wechselte er zum Lokalrivalen Erzurum Genclik SK, mit dem er die Spielzeit 2013/14 in der türkischen Superliga verbrachte. Nach dem Abstieg 2014 spielt er für den Klub aus Ostanatolien ein Jahr in der zweiten Liga. 2015 kehrte er zu seinem Stammverein zurück, mit dem er bis in der Superliga spielte und 2017 und 2018 türkischer Vizemeister wurde. 2018 wechselte er zum Buz Adamlar GSK, bei dem er (unterbrochen von einem Jahr beim Buz Beykoz SK) bis 2023 spielte. In dieser Zeit wurde er 2019 und 2022 zum besten Verteidiger der Liga gewählt sowie 2022 und 2023 türkischer Meister wurde. Anschließend ging er zum Ligakonkurrenten Istanbul Büyükşehir SK.

### International
Für die Türkei nahm Savaş im Juniorenbereich an den U18-Weltmeisterschaften 2013, 2014 und 2015 sowie an den U20-Weltmeisterschaften 2015, 2016 und 2017 jeweils in der Division III teil. 
Mit der Herren-Nationalmannschaft spielte er erstmals bei der Weltmeisterschaft der Division III 2016, wobei der Aufstieg in die Division II gelang. Dort spielte er dann bei den Weltmeisterschaften 2017, 2023 und 2024. Bei den Weltmeisterschaften 2018, 2019, 2022 und 2025 spielte er nach zwischenzeitlichen Abstiegen wieder in der Division III. Zudem vertrat er seine Farben bei den Qualifikationsturnieren für die Olympischen Winterspiele in Peking 2022 und in Mailand 2026.

## Erfolge und Auszeichnungen
- 2015 Aufstieg in die Division III, Gruppe A, bei der U18-Weltmeisterschaft der Division III, Gruppe B
- 2016 Aufstieg in die Division II, Gruppe B, bei der Weltmeisterschaft der Division III
- 2017 Aufstieg in die Division II, Gruppe B, bei der U20-Weltmeisterschaft der Division III
- 2019 Bester Verteidiger der Superliga
- 2022 Türkischer Meister mit dem Buz Adamlar GSK
- 2022 Bester Verteidiger der Superliga
- 2022 Aufstieg in die Division II, Gruppe B, bei der Weltmeisterschaft der Division III, Gruppe A
- 2023 Türkischer Meister mit dem Buz Adamlar GSK